# Spar- und Bauverein Dortmund

Erstes Verwaltungsgebäude 1902, Heinrichstr. 27, Ecke Adlerstr. 56

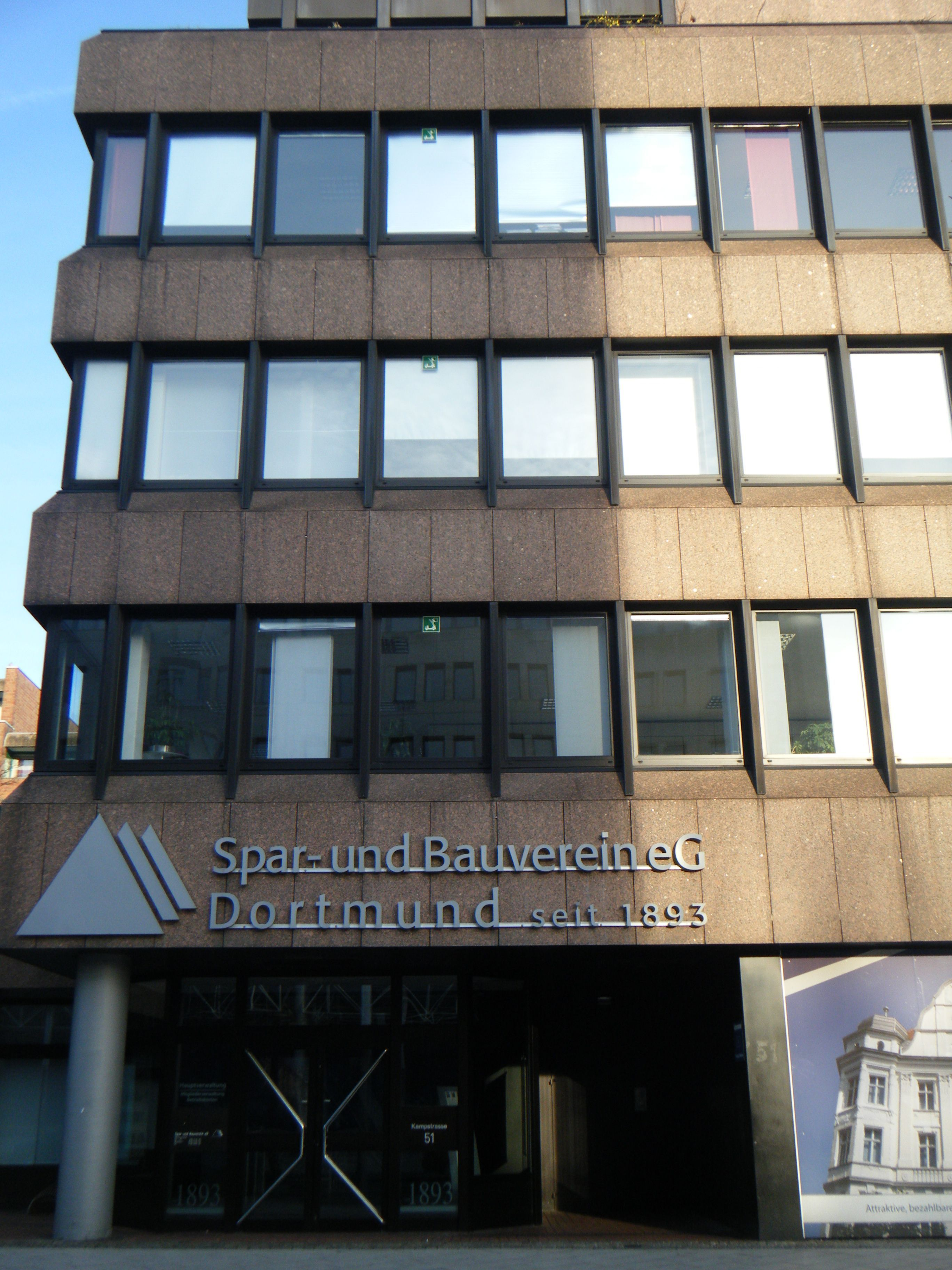
Heutige Hauptverwaltung, Kampstraße 51

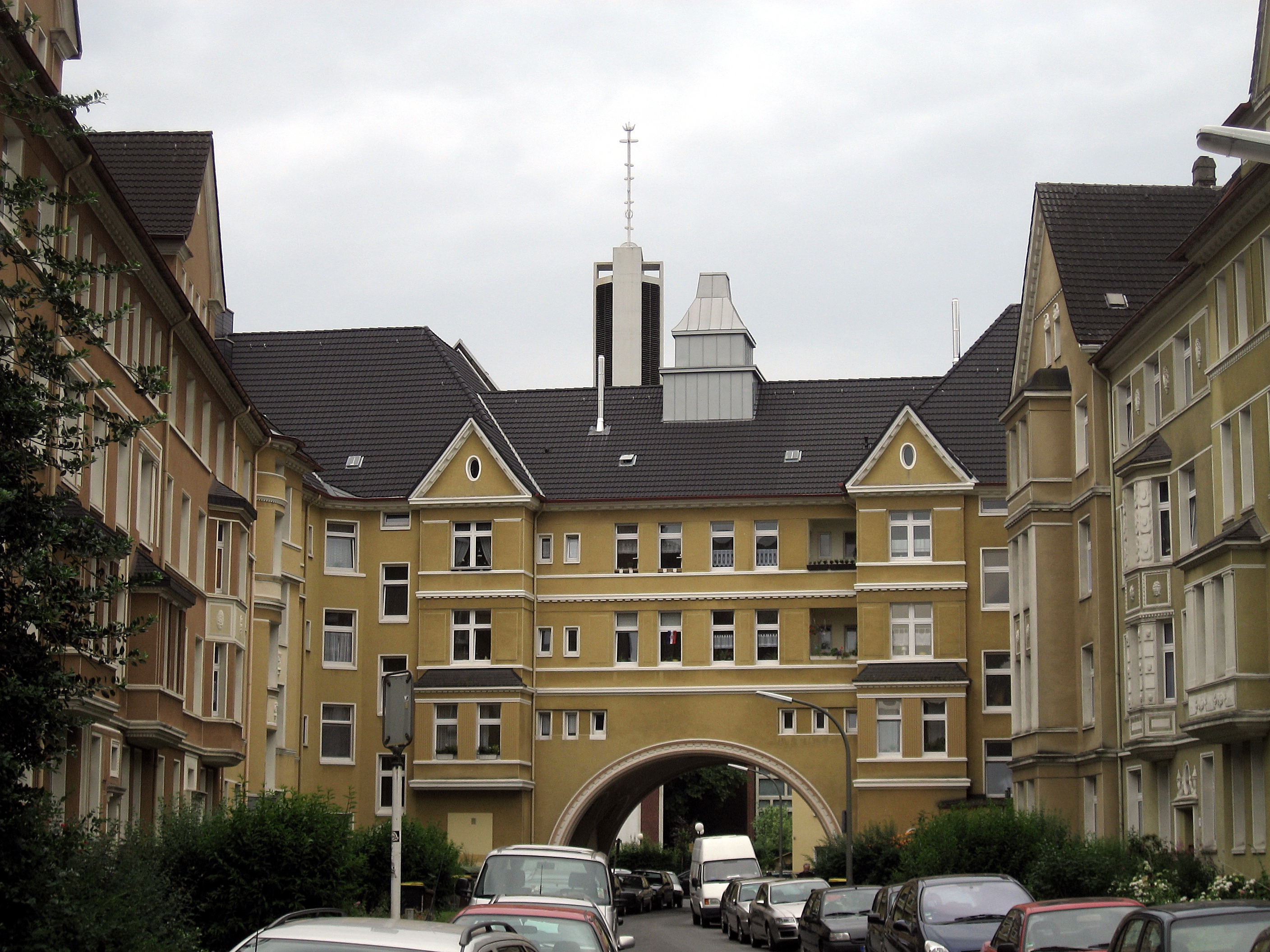
Althoffblock, Innenstadt-West

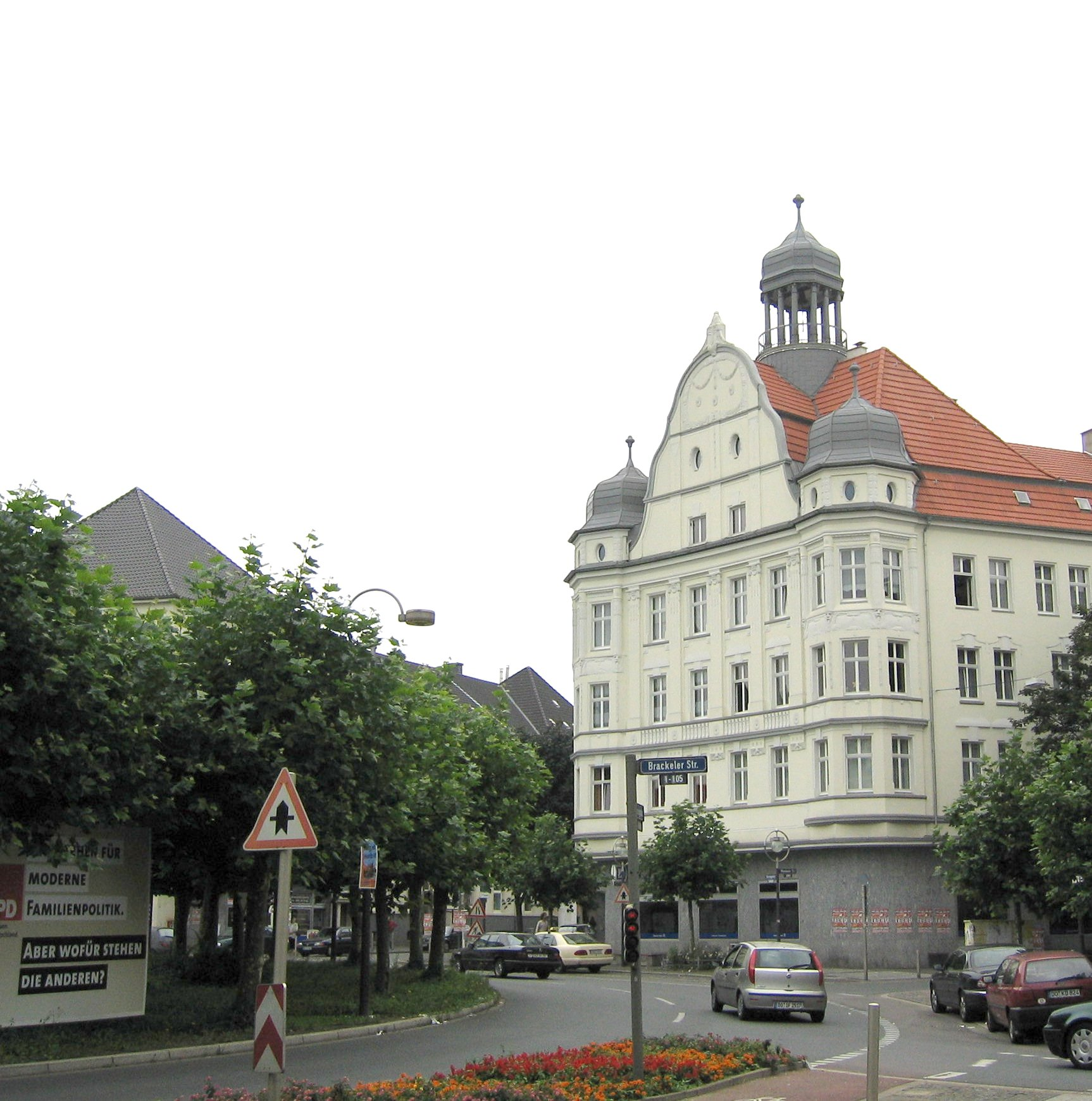
Borsigplatz, Innenstadt-Nord

Die Spar- und Bauverein eG Dortmund wurde 1893 gegründet und ist mit rund 12.000 Wohnungen im Großraum Dortmund (Dortmund und im angrenzenden  Unna-Königsborn und Holzwickede) die größte genossenschaftliche Vermieterin in Nordrhein-Westfalen. Die Genossenschaft (kurz „SPARBAU“) ist sowohl Wohnungsbaugenossenschaft als auch Spareinrichtung für seine 20.983 Mitglieder. Neben der obligatorischen Mitgliedschaft im Prüfungsverband gehört die Spar- und Bauverein eG der „Marketinginitiative der Wohnungsbaugenossenschaften Deutschland e.V.“ und dem VdW Rheinland Westfalen an. Mit der SPARBAU Stiftung gGmbH als hundertprozentige Tochtergesellschaft engagiert sich die Genossenschaft für eine hohe Wohn- und Lebensqualität in ihren Quartieren.

## Geschichte
Die Spar- und Bauverein eG Dortmund gehört zu den ältesten Wohnungsbaugenossenschaften in Deutschland. Am 4. März 1893 wurde in der Gaststätte „Zum Schwarzen Raben“ die Gründung „als Selbsthilfeeinrichtung zur Linderung der Wohnungsnot“ beschlossen. Gründungsvorsitzender war Wilhelm Unverhau (1868–1935). Nach ihm und dem späteren Aufsichtsratsvorsitzenden Stadtrat Walter Boldt (1856–1948) wurden im „Uhlandblock“ in der Dortmunder Nordstadt je eine Straße benannt. Die Gründung geht auf Einzelpersonen, aber auch auf reichsweite sozialpolitische Entwicklungen und Entscheidungen zurück. Am 1. Mai 1889 trat das Gesetz betreffend die Erwerbs- und Wirtschaftsgenossenschaften, kurz Genossenschaftsgesetz in Kraft. Es brachte mehr Rechtssicherheit für Genossenschaften. Durch die Begrenzung der Haftpflicht wurden die Befürchtungen von vermögenderen Mitgliedern ausgeräumt, im Konkursfall für die gesamten Schulden aufkommen zu müssen. In den 1890er Jahren setzte in Deutschland die zweite Phase der Industriellen Revolution ein. Der Gedanke der Selbsthilfe beim Bau von Wohnungen fand in Dortmund auch deshalb großen Anklang, weil sich das Ruhrgebiet zu dieser Zeit zum schwerindustriellen Zentrum des Deutschen Reiches entwickelte und die Wohnungsnot unter den vielen hinzuziehenden Arbeitskräften groß war.
Die ersten Wohnungen wurden in der Lange Str. 111/113 in der Innenstadt-West errichtet. Nach 10 Jahren hatte die Spar- und Bauverein eG, die keinen Werkssiedlungsbau mit Einfamilienhäusern betrieb, sondern Geschosswohnungen baute, bereits 590 Wohnungen errichtet, allerdings wollten zu diesem Zeitpunkt auch mehr als 3.000 Mitglieder, überwiegend Familien von Bergarbeitern, Eisenbahn- und Postbediensteten, versorgt werden.
Bis zum Ende des Ersten Weltkriegs verfügte die Genossenschaft über rund 2.000 Wohnungen, meist innenstadtnahe Anlagen wie der Althoff- oder der Borsigblock. Da während der Kriegsjahre und auch in der folgenden Inflationszeit kaum noch neu gebaut werden konnte, nahm die Wohnungsnot in Dortmund weiter zu, sodass 1924, als wieder mit dem Neubau begonnen werden konnte, sich 9.300 Mitglieder vom Spar- und Bauverein eine Wohnung erhofften.
Bis zum Kriegsausbruch 1939 konnten immerhin noch einmal rund 2.000 Wohnungen errichtet werden. Die Spar- und Bauverein eG zählte damit zu den größten Wohnungsgenossenschaften in Deutschland. In der Zeit des Nationalsozialismus erlitt das Unternehmen die Gleichschaltung und die Entfernung nicht systemkonformer Mitarbeiter aus den Gremien. 1934 wurde die Wohnungsgemeinnützigkeit eingeführt wurde, die bis zur Abschaffung 1990 einer der Eckpfeiler des Sozialen Wohnungsbaus war. Nach dem Ende des Zweiten Weltkriegs waren von den 4338 Wohnungen lediglich 34 unbeschädigt geblieben. Wo es möglich war, griffen die Mitglieder zur Selbsthilfe, organisierten Material und setzten Wohnungen instand. Erst mit der Währungsreform von 1948 konnte der systematische Wiederaufbau bzw. Neubau beginnen.
In den 1950er und 1960er Jahren, als die größten staatlichen Finanzierungsprogramme für den sozialen Wohnungsbau aufgelegt wurden, errichtete die Spar- und Bauverein eG fast 4.000 neue Wohnungen im gesamten Dortmunder Stadtgebiet. In den 1970er Jahren war der Wohnungsmangel der Nachkriegszeit weitgehend beseitigt. Die Modernisierung von Beständen stand nun im Vordergrund der Arbeit bei der Spar- und Bauverein eG, trotzdem wurde weiter neu gebaut. Aufgrund des relativ ausgeglichenen Wohnungsmarktes wurde 1990 die Wohnungsgemeinnützigkeit abgeschafft. Mit der Entscheidung für die reine Vermietungsgenossenschaft oder Steuerpflicht ergaben sich aber auch neue Handlungsspielräume. Die Spar- und Bauverein eG gründete eine Betreuungs- und Verwaltungs-GmbH als Tochtergesellschaft. Dadurch blieb es möglich, das Kerngeschäft der Wohnungsverwaltung für die Mitglieder in bisheriger Weise fortzuführen.
Im Jahr 2021 hat die Genossenschaft die SPARBAU Stiftung gGmbH als hundertprozentige Tochtergesellschaft ins Leben gerufen. Die Stiftungsgesellschaft fokussiert sich ausschließlich auf gemeinnützige und mildtätige Zwecke mit dem Ziel, die Wohn- und Lebensqualität in Nachbarschaften und Quartieren für alle Menschen zu verbessern. Dazu gehören die Förderung der Jugend- und Altenhilfe sowie die Unterstützung hilfsbedürftiger Menschen, die Förderung der Völkerverständigung und die Förderung von Kunst- und Kulturprojekten.

## Wohn- und Gebäudebestand
Die Spar- und Bauverein eG baute Mehrfamilienhäuser und Wohnanlagen, die der jeweiligen Zeit entsprechend gestaltet waren. Als standortgebundene Wohnungsbaugenossenschaft deckt die Genossenschaft heute mit 11.824 Wohnungen in 1.624 Häusern nahezu das gesamte Stadtgebiet ab. Herausragend sind die stadtprägenden Blockbebauungen mit großzügigen, gärtnerisch gestalteten Innenhöfen. Hier ist besonders der Althoffblock zu nennen, der ein Muster für städtisches Wohnen ist und als Ensemble auf der Dortmunder Denkmalliste über die einzelnen Gebäude erfasst ist. Durch besondere Modernisierungsanstrengungen und die genossenschaftliche Mieterstruktur können auch industriell gefertigte Wohnblöcke der 1970er Jahre, die in einem als entspannt geltenden Wohnungsmarkt als schwer vermietbar gelten, problemlos am Wohnungsmarkt gehalten werden.